# 루카 바르바레스키

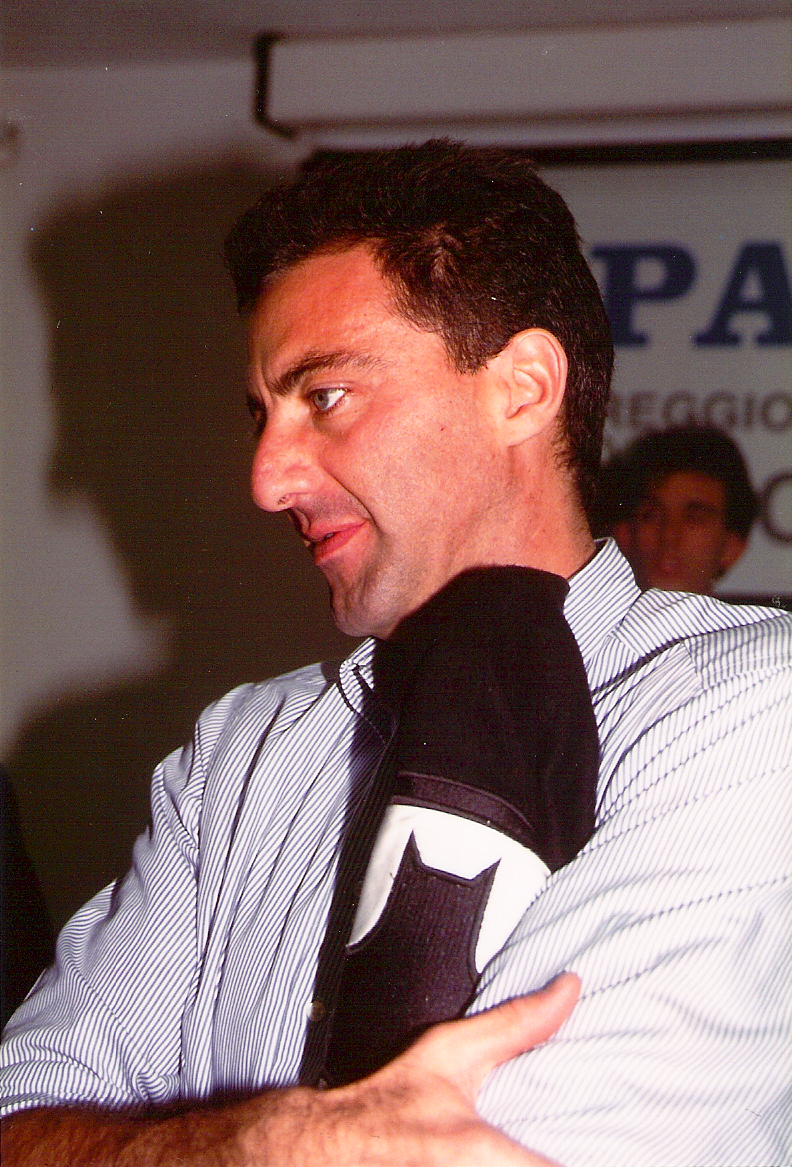

루카 바르바레스키(Luca Barbareschi, 1956년 7월 28일 ~ )는 이탈리아의 영화 감독, 각본가, 영화 프로듀서, 정치인, 연극 배우, 영화배우, TV 사회자이다.
몬테비데오에서 태어났다.

## 작품 목록
- 썸딩 굿: 더 머큐리 팩터 (2013년)
- 로만 폴란스키: 어 필름 멤와 (2011년)
- 우리의 신념 (2010년)
- 인터내셔널 (2009년)
- 프랑스인의 아들 (1999년)
- 이중 노출 (1992년)
- 바이 바이 베이비 (1988년)
- 인페르노 인 디렛타 (1985년)
- 한나 K (1983년)
- 홀로코스트 (1980년)

### 텔레비전
- 지저스 (1999, Jesus)